# Catherine Henri
Catherine Henri (née le 23 juin 1951  au Mans) est une essayiste française, par ailleurs enseignante.
Elle est agrégée de lettres. Elle est en 2011 professeur de lettres au lycée Louis-Armand dans le 15e arrondissement de Paris.
Son premier essai, qui la fait connaître, De Marivaux et du Loft, traite de la manière d'enseigner les lettres classiques en classes de banlieues, par parallèle entre La Dispute de Marivaux et l'émission de télévision Loft Story.

## Ouvrages
- De Marivaux et du Loft, Éditions P.O.L (2003)
- Un professeur sentimental, Éditions P.O.L (2005)
- Libres cours, Éditions P.O.L (2010)
- L’Éprise, Éditions P.O.L (2014)